# گل‌پینار (سامسات)
گل‌پینار (به ترکی استانبولی: Gülpınar) یک منطقهٔ مسکونی کردنشین در ترکیه است که در سامسات واقع شده‌است.